# Janklówka (Podgaje)
Janklówka – część wsi Podgaje w Polsce, położona w województwie świętokrzyskim, w powiecie kazimierskim, w gminie Skalbmierz.
W latach 1975–1998 Janklówka administracyjnie należała do województwa kieleckiego.